# Euparkerella
Euparkerella é um gênero de anfíbios da família Craugastoridae.
As seguintes espécies são reconhecidas:
- Euparkerella brasiliensis (Parker, 1926)
- Euparkerella cochranae Izecksohn, 1988
- Euparkerella cryptica Hepp, Carvalho-e-Silva, Carvalho-e-Silva & Folly, 2015
- Euparkerella robusta Izecksohn, 1988
- Euparkerella tridactyla Izecksohn, 1988